# Tulen Synty
Tulen Synty (Le origini del fuoco), Op. 32, è una cantata del compositore finlandese Jean Sibelius e presentata in anteprima il 9 aprile 1902 all'inaugurazione del Teatro Nazionale di Helsinki, diretta dal compositore. Fu successivamente rivista nel 1910. L'idea alla base della cantata è tratta dall'epopea nazionale finlandese, la Kalevala. Alcuni schizzi per il pezzo possono essere riferiti al 1893/94.

## Storia
Originariamente scritto per baritono, coro maschile e orchestra, il brano inizia in modo cupo con il solista che narra la prima parte della storia:
La terra di Kalevala è nell'oscurità perché la Padrona di Pohjola ha catturato il sole e la luna e rubato il fuoco dalle case di Kalevala. Ukko, capo degli dei, li cerca invano.
La seconda parte è più veloce e la storia viene ripresa dal coro. In questa scena Ukko crea un nuovo fuoco e lo affida alla Fanciulla dell'Aria, che lo fa cadere.

Andrew Barnett, nello stesso articolo di cui sopra, afferma:

Sarebbe facile applicare un'interpretazione allegorica a questo testo di Kalevala. Si potrebbe dire che la Finlandia sotto il dominio russo sta vivendo un'oscurità perpetua - una ragione sufficiente per il popolo finlandese per emulare Ukko e cercare una nuova luce.

## Incisioni
Nel 1953 il pezzo fu inciso dalla Remington Records in una prima registrazione stereo della Cincinnati Symphony Orchestra, diretta da Thor Johnson, con il baritono Sulo Saarits e l'Helsinki University Chorus. La registrazione è stata ristampata da Varèse Sarabande.